# Captain Carey, U.S.A.
Captain Carey, U.S.A. ist ein US-amerikanisches in schwarzweiß gedrehtes Filmdrama aus dem Jahr 1950. Regie führte Mitchell Leisen. Der Film basiert auf dem Roman No Surrender von Martha Albrand.

## Handlung
Captain Webster Carey reist nach Ende des Zweiten Weltkrieges zurück nach Orta San Giulio, einer kleinen Gemeinde nahe Mailand, um denjenigen zu finden, der sein OSS-Team verraten und dadurch tausende Zivilisten getötet hat. Seine damalige Geliebte Giulia, von der er glaubte, sie sei während des Krieges in die Hände der Nationalsozialisten geraten und ums Leben gekommen, ist mit einem Adligen verheiratet. Er versucht herauszufinden, ob sie möglicherweise die Verräterin ist.

## Soundtrack
- Mona Lisa von Jay Livingston und Raymond B. Evans

## Hintergrund
Die Dreharbeiten für den Film begannen am 14. Februar 1949 und dauerten bis Ende März 1949, einige Korrekturen wurden noch am 5. April 1949 vorgenommen. Kinostart war dann der 21. Februar 1950. Das Lied Mona Lisa wurde eigens für diesen Film komponiert.

## Auszeichnungen
Bei der Oscarverleihung 1951 wurde der Film mit einem Oscar in der Kategorie Bester Song ausgezeichnet, den Jay Livingston und Raymond B. Evans für das Lied Mona Lisa bekamen. Außerdem erhielt er den ASCAP Film and Television Music Award in der Kategorie Most Performed Feature Film Standards on TV ebenso für das Lied Mona Lisa.